# لوته إريكسن
لوته إريكسن (بالنرويجية البوكمول: Lotte Eriksen)‏ هي لاعبة الاسكواش نرويجية، ولدت في 24 يناير 1987 في ستافانغر في النرويج.

## وصلات خارجية
- لوته إريكسن على موقع الاتحاد الدولي لمحترفي الاسكواش (مؤرشف) (الإنجليزية)
- لوته إريكسن على موقع SquashInfo.com (الإنجليزية)